# Codrii (rezerwat przyrody)
Naukowy rezerwat przyrody „Codrii” (rum. Rezervația științifică „Codrii”; można spotkać też zapis Codru) – obszar chroniony położony w centralnej Mołdawii chroniący część kompleksu leśnego Kodry mającego charakter naturalny. Rezerwat zajmuje 5175,8 ha i jest otoczony strefą buforową mającą 12300 ha. Został powołany w 1971 r. jako pierwszy naukowy rezerwat przyrody Mołdawskiej SRR.

## Obszar
Rezerwat jest położony niecałe 50 km na północny zachód od Kiszyniowa w obszarze pagórkowatej Wyżyny Besarabskiej pomiędzy wsiami Căpriana, Lozova, Bursuc i Drăgușeni Noi w zachodniej części leśnego masywu Kodrów. Średnie nachylenie terenu wynosi 12-15°, a potrafi dojść do 40°. Różnica wysokości terenu dochodzi do 250 m, najwyższy punkt rezerwatu wznosi się na 382 m n.p.m., gdy najniższy ma 130 m n.p.m. w dolinie potoku Bucovăţ. Rezerwat składa się ze strefy ochrony ścisłej (zona strict protejată) o powierzchni 720 ha obejmującej najcenniejszy fragment lasu, do którego wstęp jest dozwolony jedynie w celach badawczych lub ochronnych. Człowiek nie ingeruje w żaden sposób w naturalne procesy zachodzące w lesie. Otacza go strefa ochrony częściowej (zona de tampon) zajmująca 4455,8 ha, w której znajdują się lasy częściowo przekształcone przez człowieka, gdzie wspiera się procesy renaturalizacji. Jej teren przecinają dwie szosy, a ograniczona obecność ludzi jest dozwolona. Obszar rezerwatu ochrania dwukilometrowej szerokości strefa buforowa zajmująca 12300 ha pól i lasów, gdzie jest dopuszczona wszelka aktywność gospodarcza nie degradująca ekosystemów naturalnych.

## Zarząd
Rezerwatem zarządza dyrektor mający do pomocy dwie rady konsultacyjne: administracyjną i naukową. Strukturę administracyjną rezerwatu tworzą:
- sekcja naukowa odpowiadająca za koordynację badań naukowych, monitoring i zapewnia ochronę zasobów genetycznych zwierząt i roślin;
- sekcja bezpieczeństwa i leśnictwa odpowiadająca za przestrzeganie regulaminu rezerwatu i realizacją projektów leśniczych;
- sekcja ekonomiczno-administracyjna.

Przy rezerwacie działa muzeum przyrodnicze.

## Przyroda
Lasy rezerwatu obejmują reprezentatywny fragment lasów liściastych strefy umiarkowanej porastających Wyżynę Besarabską. Dominują dąbrowy z domieszką jesionu i lipy (46%), lasy dębowo-bukowe (32%) i grądy (10,5%). Około 19% lasu stanowi starodrzew. Jedynie 7% lasów pochodzi z nasadzeń sztucznych, głównie dębowych i sosnowych.
W faunie rezerwatu wyróżniono 43 gatunki ssaków, 145 gatunków ptaków, 7 gatunków gadów, 10 gatunków płazów. Doliczono się ponad 8000 gatunków insektów; wyróżniają się pajęczaki, błonkoskrzydłe, motyle, chrząszcze.
We florze parku opisano około 90 gatunków grzybów i ponad 1000 gatunków roślin, w tym 30 gatunków porostów, 70 gatunków mchów. Stanowi to 40% wszystkich gatunków roślin w Republice Mołdawii, w tym liczne z Czerwonej Księgi.

## Historia ochrony
Wartość przyrodniczą Kodrów doceniano już na początku XX stulecia. W okresie międzywojennym rząd Rumunii zaczął prawnie chronić część lasów. Najpierw, w 1926 r. objęto ochroną 13 najcenniejszych obwodów leśnych. W 1930 r. powołano trzy rezerwaty przyrody: „Căpriana” (5011 ha), „Lozova” (200 ha) i „Cărbuna” (35 ha). W 1937 r. wyróżnione obwody leśne ogłoszono pomnikami przyrody.
W 1940 r. Besarabię przyłączono do Związku Sowieckiego w ramach paktu Ribbentrop-Mołotow, a rumuńskie formy ochrony przyrody zostały zniesione. Mimo to, po II wojnie światowej najcenniejszy teren lasów otoczyła opieką mołdawska filia Akademii Nauk ZSRR. W 1971 r. powołano rezerwat naukowy zajmujący 2740 ha, w tym 723 ha pod ochroną ścisłą. W ciągu kolejnych lat jego obszar kilkukrotnie powiększano. Po zmianach ustrojowych rezerwat stał się jednostką specjalną mołdawskiego gospodarstwa leśnego Moldsilva.